# الحجية (حجر)
'

تعديل مصدري - تعديل

الحجية هي إحدى قرى عزلة الجول بمديرية حجر التابعة لمحافظة حضرموت، بلغ تعداد سكانها 95 نسمة حسب تعداد اليمن لعام 2004.